# Boé

Boé este o comună în departamentul Lot-et-Garonne din sud-vestul Franței. În 2009 avea o populație de 5.361 de locuitori.

## Evoluția populației
| An        | 1975  | 1982  | 1990  | 1999  | 2006  | 2009  |
| --------- | ----- | ----- | ----- | ----- | ----- | ----- |
| Populație | 3.231 | 3.960 | 4.021 | 4.503 | 5.178 | 5.361 |